# 고흥
고흥(高興, ?~?)은 백제 중기의 박사(博士)이다. 375년(근구수왕 1년)에 백제에서는 처음으로 국사인 《서기》(書記)를 엮었고, 의약·시귀(蓍龜)에 따른 관상술·음양오행술에도 밝았다고 한다.

## 생애
고흥에 대해서는 남은 기록이 없어 행적은 알 수 없으나 출신에 대해서는 한사군계의 인물이 아닌가 추정되고 있다. 이는 낙랑 유적에서 발굴된 전돌 등의 유물에 고씨, 왕씨, 장씨 등의 성씨가 보이기 때문인데 한사군 몰락 전후로 상당수 인재들이 백제 등지로 망명해서 백제 문한기구에 인재들로 기용되었을 것으로 파악되고 있다.
백제의 박사(博士)로서 서기(書記)를 편찬하였는데, 삼국사기에는 고기(古記)를 인용하여, “백제는 개국 이래 아직 문자로써 사실을 기록함이 없더니, 이에 이르러 박사 고흥을 얻어 비로소 서기를 가지게 되었다”고 기록되어 있다. 이로 미루어 보아 고흥이 편찬한 서기는 백제 최초의 역사서였다고 할 수 있다. 고흥이 서기를 편찬한 시기는 근초고왕 때였다. 이때 백제는 왕위계승이 초고왕계(肖古王系) 중심으로 안정되고, 또 남북으로의 정복적인 팽창활동을 전개하여 영역의 확대와 왕권의 확립을 보아, 중앙집권적 통치체제가 완비된 시기였다. 따라서 이와 같은 시대적 상황과 분위기 속에서 고흥이 편찬한 서기는 왕권을 합리화하고, 왕실의 계보를 문자로 기록하고, 이를 신성화하며, 또 백제에 복속한 여러 부족의 신화와 전설을 왕실 중심으로 통합·정리하였을 것으로 보인다.

## 고흥이 등장한 작품

### 드라마
- 《근초고왕》(KBS, 2010년~2011년, 배우:안석환)

## 참고 문헌
- 삼국사기(三國史記)
- 우리 역사(歷史)를 어떻게 볼 것인가 (이기백 외 삼성미술문화재단 1976)
- 고대국가(古代國家)의 역사인식(歷史認識) (이기동 한국사론(韓國史論) 6 국사편찬위원회 1979)
- 이 문서에는 다음커뮤니케이션(현 카카오)에서 GFDL 또는 CC-SA 라이선스로 배포한 글로벌 세계대백과사전의 내용을 기초로 작성된 글이 포함되어 있습니다.